# Asociación Mexicana de Productores de Fonogramas y Videogramas
Asociación Mexicana de Productores de Fonogramas y Videogramas (AMPROFON; pol. Meksykańskie Stowarzyszenie Producentów Fonogramów i Wideogramów) – meksykańska organizacja non-profit zrzeszająca producentów fonogramów i wideogramów, powstała 3 kwietnia 1963 roku. Jej główne zadania to reprezentowanie producentów oraz zwalczanie praktyk piractwa fonograficznego. Organizacja zajmuje się również przyznawaniem certyfikatów sprzedaży, tj. złotych, platynowych i diamentowych płyt (odpowiednio za: 30 000, 60 000 i 300 000 egzemplarzy). AMPROFON prowadzi również cotygodniową listę najpopularniejszych albumów w Meksyku. Stowarzyszenie nie prowadzi notowań singli, jednakże przyznaje certyfikaty ich sprzedaży.
AMPROFON jest Grupą Krajową Międzynarodowej Federacji Przemysłu Fonograficznego (IFPI), która zrzesza i reprezentuje światowy przemysł muzyczny.